# Megyeri Lajos (zeneszerző)
Megyeri Lajos (Bácsföldvár, 1935. május 5. –) zeneszerző, zenepedagógus, karmester.

## Élete
Megyeri Lajos Óbecsétől mintegy nyolc kilométerre született, az akkori Jugoszlávia (most Szerbia) területén. Apja, id. Megyeri Lajos zenész volt, anyja Buru Viktória. Négyévesen készített magának egy kis játékhegedűt, de egy év múlva már megszólaltatta az igazi hangszert. Az alsófokú zeneiskolát Óbecsén végezte hegedű és zongora szakon, majd innen 1952-ben a szabadkai zenei középiskolába került. Tanulmányait a belgrádi zeneakadémia zeneszerzői tanszékén folytatta, ahol Predrag Milošević növendékeként 1963-ban szerzett oklevelet.
1959-ben feleségül vette iskolatársát, a szabadkai születésű Tót Máriát, és a szabadkai zeneiskolában kapott állást. Főleg zeneszerzést, formatant és harmóniát oktatott. 1967-ben megszületett kislánya, Mária, aki szintén a szabadkai zeneiskola hegedűtanára lett.

## Munkássága
Megyeri Lajos kezdeményezésére vezették be 1961-ben a szabadkai zeneiskolában a harmonikaoktatást. Az oktatáshoz átiratokat és saját műveket írt, és ezek ma is tantervi anyagként szerepelnek a harmonika oktatásában, emellett számos versenyen és fesztiválon kötelező darabok voltak. Tehetséges tanítványok egész csapatát indította el a zenei pályán.
Szimfonikus tétel introdukcióval című művét 1963-ban mutatta be a szabadkai filharmónia. A művet a kritika elismeréssel fogadta, és a harmonika-koncertek új színnel gazdagították a város és a Vajdaság zenei életét. Iskolai tevékenysége mellett 1968 és 1969 között a Lányi Ernő Művelődési Egyesület harmonika-zenekarának karnagya is volt. Legnagyobb sikerüket az 1968-ban megrendezett második luzerni harmonikafesztiválon érték el, ahol a harmonikatrió első díjat nyert. 1969-ben megalakította a Harmonikabarátok Egyesületét, amelynek 1974-ig vezetője és dirigense volt. Öt év alatt számos nagy sikerű önálló hangversenyt tartottak Jugoszláviában, de vendégszerepeltek Magyarországon, Németországban, Amerikában, Belgiumban és Hollandiában. 1972-ben a Grand Prix Europeen de l’Accordeon elnevezésű versenyen (Annemasse, Franciaország) az együttes három első díjat kapott.

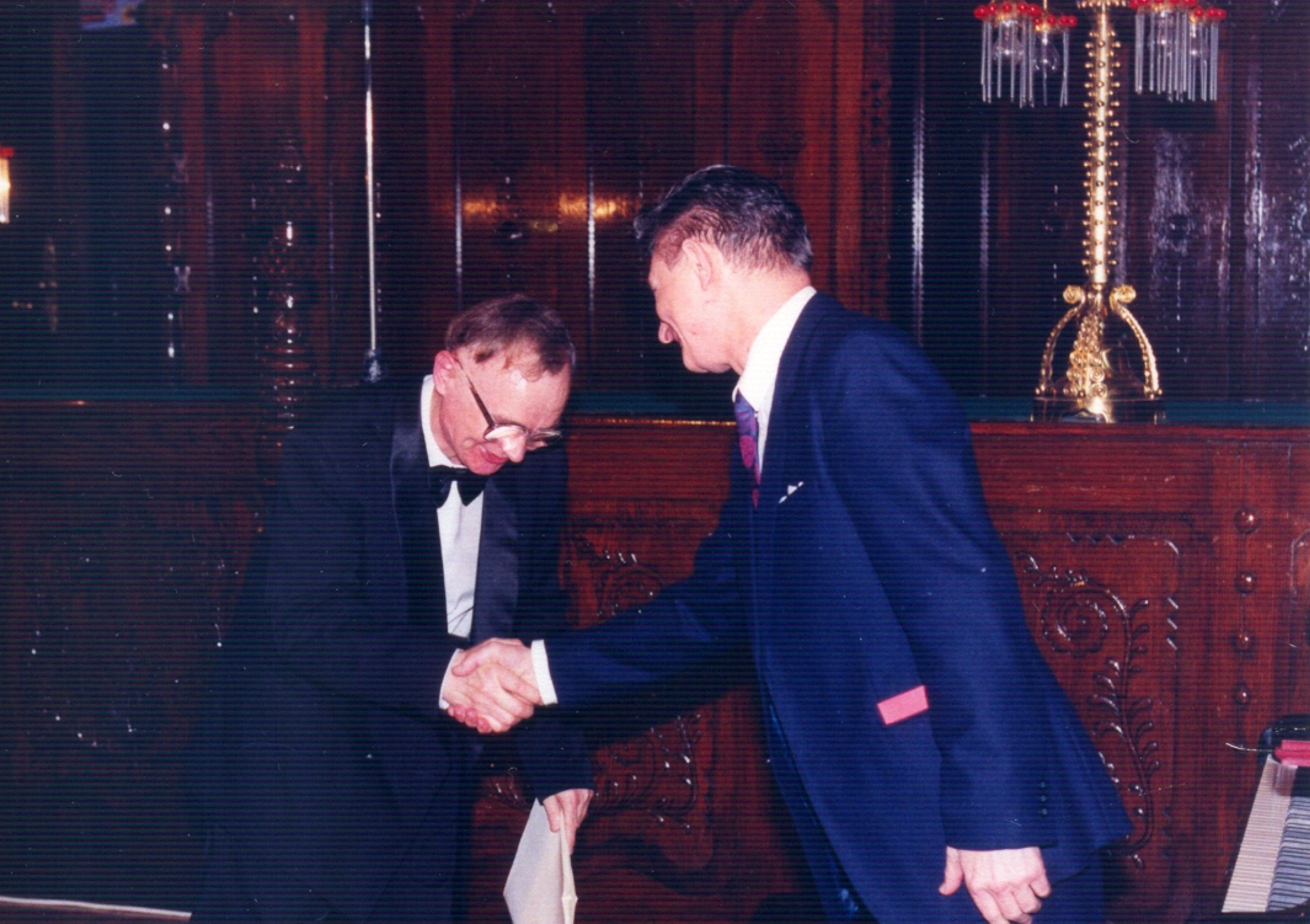
Kézfogás Szelecsényi Norberttel (szerzői est, 2000, Szabadka)

Első szerzői estje 1969-ben volt Szabadkán, Új dallamok címmel. 1974 és 1977 között a montenegrói Herceg Noviban tanított, de részt vett a város zenei életében is. Ekkor készült Gyermekkorom című zongora-miniatűrök ciklusa. 1977-től 1981-ig a Szabadkai Népszínház zenei igazgatója és karmestere volt. 1981 és 1990 között a magyarkanizsai zeneiskola pedagógiai vezetőjeként és tanáraként tevékenykedett.
1989-ben a Vajdasági Zeneszerzők Egyesülete kiadta Megyeri Lajos zongoraműveit Pianoalbum címmel, 1991-ben Újvidéken pedig megjelent első szerzői hanglemeze is hasonló címmel. Ebben az évben visszatért tanítani Szabadkára. 1994. november 10-én a Magyar Rádióban bemutatkozó vajdasági magyar zeneszerzők között Megyeri Lajos művei is elhangzottak. Az 1995. május 8-án, a szabadkai Városháza dísztermében megrendezett szerzői estjén Szelecsényi Norbert zongoraművész is közreműködött. Következő szerzői estje 2000. május 5-én volt, Életem a zene címmel.
Alkotómunkája terén öt periódust lehet megkülönböztetni:
1. 1959–1963: a tanulmányévek szerzeményei (zongoradarabok, dal, Vonósnégyes, Szimfonikus tétel introdukcióval)
2. 1967–1973: harmonikára és harmonika-zenekarra írt szerzemények
3. 1973–1975: zongoradarabok (Gyermekkorom, Miniatűrök)
4. 1978–1981: színpadi zenék (kísérőzene hat színműhöz)
5. 1995–1997: kórusművek (Missa Hungarica vegyes karra és orgonára, Fölszállott a sármány vegyes karra)

## Zenéje
Megyeri Lajos mindig a mondanivalónak vetette alá a megfogalmazás módját. Nem a modernizmusra helyezte a hangsúlyt, hanem az egyéniségének legmegfelelőbb közlésre. Tömören, szabatosan fogalmaz, kerüli a feleslegességet. Van zenéjében egy bizonyos éltető, állandóan mozgásban levő vonzerő. Fontosnak tartja, hogy a közönség befogadja, értse szerzeményeit.

## Művei

### Zongoraművek
- Suite (1959)
- Adagio (1959)
- Capriccio (1959)
- Variation (1960)
- Scherzo (1960)
- Sonatina (1962)
- Scherzettino (1961)
- Intermezzo (1969)
- Gyermekkorom – zongoraminiatűrök ciklusa (Ecloga, Miniatűrök, In Spring -Tavasszal, Miniatűr szvit I., Remembrance - Emlékezés, Miniatűr szvit II.), 1973-1975

### Szimfonikus zenekarra írt művek
- Szimfonikus tétel introdukcióval, 1963
- Adagio (az azonos című zongoradarab átdolgozása vonószenekarra), 2002

### Kamaraművek
- Quatuor (vonósnégyes), 1961
- Prelúdium és scherzo (fúvósnégyes), 2000 (az 1967-ben szólóharmonikára írt azonos című kompozíció feldolgozása)

### Énekhangra és kórusra írt művek
- A kacsa és a békák (énekhangra zongorakísérettel), 1959
- Missa Hungarica (vegyes karra orgonakísérettel), 1995
- Fölszállott a sármány (vegyes karra „a capella), 1997
- Magyar népdalok vegyes karra („a capella”), 2006

### Zenés színművek
- Út a paradicsomba – színpadi zene a színmű számára (1978)
- A zsivány – gyermek-musical (1979)
- A tanítvány – zenés darab (1979)
- Kacagó Zsiga – gyermekhangjáték (1979)
- A vihar – zenés darab (1980)
- Nema hleba bez motike (Nincs kenyér kapa nélkül) – zenés gyermekdarab (1981)

### Harmonikára írt művek
Szólóharmonikára
- Kicsinyeknek (harmonikakompozíciók gyűjteménye), 1967
- Prelúdium és scherzo (1967)
- 12 miniatűr harmonikára (1968)
- Kis kompozíciók harmonikára (1980)
- Scherzo (az azonos című zongoradarab átdolgozása), 1972
- Presto (a Variation c. zongoramű Presto tételének feldolgozása), 1985
- Capriccio (az azonos című zongoradarab átdolgozása), 1983
- Miniatűr szvit I. (az azonos című zongoradarab átdolgozása), 1996
- Miniatűr szvit II. (az azonos című zongoradarab átdolgozása), 1996
- Szonatina (1989)

Kamaraművek
- Quatuor (az azonos című vonósnégyes átdolgozása harmonikanégyesre), 1971

Harmonikazenekarra
- Szimfonikus tétel introdukcióval (az azonos című, szimfonikus zenekarra írt mű átdolgozása), 1972
- Miniatűr szvit I. (az azonos című zongoradarab átdolgozása), 1977
- In Spring – Tavasszal (az azonos című zongoradarab átdolgozása), 1976
- Preludium és scherzo (az azonos című szólóharmonikára írt mű átdolgozása), 1969
- Dalmát népdalok egyvelege (1960)
- Népdalszvit (1969)
- Jugoszláv népek dalai (1968)

### Nyomtatásban megjelent művei
- Pianoalbum (1989, 1990, Újvidék)
- Miniatűren für Akkordeon (Augemus Musikverlag, Németország, 2002)
- Izbor kompozicija za harmoniku I, II, III sv. (Harmonikaművek – válogatás I, II, III.), (Nota – Knjaževac, 1989)
- Izbor kompozicija za orkestar harmonike (Harmonikazenekarra írt művek – válogatás), Nota – Knjaževac, 1981
- Capriccio (Prosvetni sabor Hrvatske – Zagreb, 1984)
- Mgr. Zoran Rakić: Hrestomatija za harmoniku (Zavod za udžbenike i nastavna sredstva – Srpsko Sarajevo, 2002)

### Hanglemez, CD, DVD
- Pianoalbum (Újvidéki Rádió és Televízió, 1991)
- Pianoalbum CD (Zongoraművek, Szelecsényi Norbert előadásában), Pako – Szabadka
- Pianoalbum DVD (Zongoraművek, Szelecsényi Norbert előadásában), Pako – Szabadka

### Elismerések
- „Aracs” plakett a kultúra fejlesztéséhez és terjesztéséhez való különleges hozzájárulásáért  (VMMSZ – 2003)
- „Magyar Életfa Díj” - Életművéért (VMMSZ – 2007)
- „Petar Konjović” -Életmű díj nemzeti jelentőségű alkotó munkájáért (Vajdasági zeneszerzők Egyesülete – 2019)